# Eleições legislativas na Gâmbia em 2007
As eleições legislativas na Gâmbia  de 2007 tiveram lugar no dia 25 de Janeiro. Foram eleitos 48 membros do Parlamento, aos quais se juntam mais 5 nomeados pelo Presidente.
Foram aprovados 103 candidatos pela Comissão Eleitoral Independente, e só o partido do governo, a Aliança para a Reorientação e Construção Patriótica, contestou os 48 assentos.
Depois das eleições, o Presidente Yahya Jammeh afirmou que círculos eleitorais que votaram na oposição não devem esperar projectos de desenvolvimento do meu governo. Eu quero ensinar às pessoas que a oposição em África não paga.

Resultados
| Partido                                                     | Votos   | %     | Assentos | Variação |
| ----------------------------------------------------------- | ------- | ----- | -------- | -------- |
| Aliança para a Reorientação e Construção Patriótica (APRC)  | 157.392 | 59,7  | 42       | –3       |
| Partido Democrata Unido (UDP)                               | 57.545  | 21,8  | 4        | +4       |
| Aliança Nacional para a Democracia e Desenvolvimento (NADD) | 29.773  | 11,3  | 1        | –2       |
| Independentes                                               | 18.751  | 7,1   | 1        | +1       |
| APRC (nomeados pelo presidente)                             | —       | —     | 5        | 0        |
| Total                                                       | 263.461 | 100,0 | 53       | —        |